# 巴尔 (塔恩省)
巴尔（法語：Barre，法語發音：[baʁ(ə)] ⓘ）是法国奥克西塔尼大区塔恩省的一个市镇，属于卡斯特尔区。

## 地理
巴尔（43°45'7"N, 2°49'34"E）面积15.07 平方千米，位于法国奧克西塔尼大區塔恩省，该省份为法国南部内陆省份，北起顺时针与阿韦龙省、埃罗省、奥德省、上加龙省和塔恩-加龙省接壤。
与巴尔接壤的市镇（或旧市镇、城区）包括：米拉松、珀和库富勒、穆兰马日、韦布尔河畔米拉。
巴尔的时区为UTC+01:00、UTC+02:00（夏令时）。

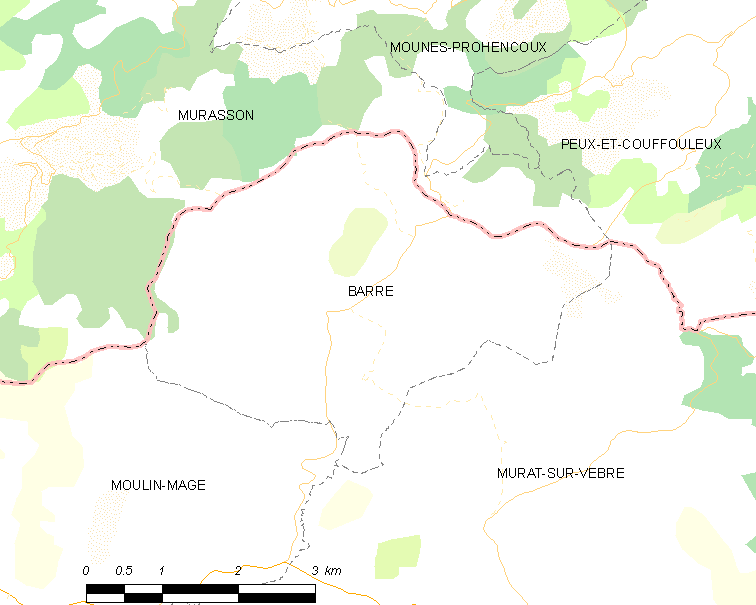
巴尔的OSM定位图

## 行政
巴尔的邮政编码为81320，INSEE市镇编码为81023。

## 政治
巴尔所属的省级选区为奥克高地县。

## 人口

1962-2008年间巴尔人口变化图示

巴尔于2022年1月1日时的人口数量为206人。